# Astacilla glabrus
Astacilla glabrus là một loài chân đều trong họ Arcturidae. Loài này được Benedict miêu tả khoa học năm 1898.